# أوقست ريختر
أوقست ريختر (بالإنجليزية: August Richter) هو شخصية أعمال وسياسي أمريكي، ولد في 9 أغسطس 1831 في غونتسنهاوزن في ألمانيا، وتوفي في 7 يونيو 1907. حزبياً، نشط في الحزب الديمقراطي. وقد انتخب عضو جمعية ولاية ويسكونسن.